# Brunette
Elen Yeremyan (en armenio: Էլեն Երեմյան, 27 de mayo de 2001), conocida artísticamente como Brunette, es una cantautora armenia. Representó a Armenia en el Festival de la Canción de Eurovisión 2023.

## Carrera
Brunette canta desde los cuatro años y compone canciones desde los quince.
Brunette lanzó su sencillo debut "Love the Way You Feel" a la edad de 18 años en colaboración con la Fundación Nvak en septiembre de 2019. Más tarde, se convirtió en miembro de Project 12, una banda musical con sede en Ereván que actúa en clubes nocturnos. Brunette también es miembro del grupo de chicas En aghjiknery (ThoseGirlz), conocido por el sencillo de 2022 "Menq". En 2022, Brunette lanzó los sencillos "Gisher", "Smoke Break" y "Bac kapuyt achqerd"; el último de los dos se volvió viral en las redes sociales.
El 1 de febrero de 2023, se anunció que Brunette fue elegida internamente para representar a Armenia en el Festival de la Canción de Eurovisión 2023. Su canción de Eurovisión, "Future Lover" se lanzó el 15 de marzo de 2023.

## Discografía

### Sencillos
- 2019 – Carmé Leone
- 2019 – Wash Out
- 2020 – Perfect Picture
- 2022 – Smoke Break
- 2022 – Gisher
- 2022 – Bac kapuyt achqerd
- 2023 – Future Lover
- 2023 - Holiday Nostalgia
- 2023 - Aynpes Uzum Em
- 2023 - Hima tsurt a
- 2024 - SUPERSTAR ILLNESS
- 2024 - U DE MI OR
- 2024 - NO ENERGY
- 2025 - LOVE REVERSED
- 2025 - TRY

#### Colaboraciones
- 2019 – Love the Way You Feel (Nvak Foundation feat. Brunette)
- 2024 - AREV ES (PARG feat. Brunette)